# Лаяшты
Лаяшты (баш. Лаяшты) — село в Илишевском районе Республики Башкортостан Российской Федерации. Входит в состав Ишкаровского сельсовета.

## География
Стоит на федеральной трассе М12.

### Географическое положение
Расстояние до:
- районного центра (Верхнеяркеево): 21 км,
- центра сельсовета (Ишкарово): 5 км,
- ближайшей ж/д станции (Буздяк): 127 км.

## История
Село было основано башкирами Еланской волости Казанской дороги на собственных вотчинных землях.
В конце XIX — начале XX века входила в состав Исмаиловской волости.
По данным справочника 1906 года Лаяшты, деревня при реч. Лаяштинке, на почтовом тракте. Есть мечеть, бакалейная и винная лавки, водяная и ветряная мельницы.

## Население
| 2002 | 2009 | 2010 |
| ---- | ---- | ---- |
| 412  | ↗438 | ↗460 |

Национальный состав
Согласно переписи 2002 года, преобладающая национальность — башкиры (81 %).

## Известные уроженцы
- Шайдуллина, Файруза Динисламовна (род. 1951) — певица, заслуженная артистка БАССР (1975), народная артистка РБ (1992), заведующая труппой Башкирской филармонии.

## Инфраструктура
Личное подсобное хозяйство с зоной сельскохозяйственного использования, индивидуальная застройка усадебного типа.
Основа экономики — сельское хозяйство.
Лаяштинский ФАП.

## Транспорт
Остановка общественного транспорта «Лаяшты».